# イングヴィレール
イングヴィレール （Ingwiller、ドイツ語:Ingweiler）は、フランス、グラン・テスト地域圏、バ＝ラン県のコミューン。

## 歴史
地名について最古に記されたのは742年、Ingoniunilareとしてである。785年にはIlununilare、1175年にはIngichwilre、1178年のローマ教皇アレクサンデル3世の教書においてはIngevilreと記された.。
ジモン・フォン・リヒテンベルクの願いを聞き入れた神聖ローマ皇帝ルートヴィヒ4世は1345年にイングヴィレールの村を町に昇格させ、アグノーの町と同様の権利と自由を住民に与えた。したがって、壁や溝、柵でまちを覆えるようになり、金曜日に毎週市が開かれるようになった。
イングヴィレールはプロテスタントのまちで、1570年まではイングヴィレール教区となっていた。
1822年、かつての領主ハーナウ＝リヒテンベルク家が所有していた古い城の跡地にシナゴーグが建てられた。
普仏戦争終結後、イングヴィレールの166人の住民がフランクフルト講和条約後もフランス国民であることを選んだ。

## 人口統計
| 1962年 | 1968年 | 1975年 | 1982年 | 1990年 | 1999年 | 2006年 | 2008年 |
| ------ | ------ | ------ | ------ | ------ | ------ | ------ | ------ |
| 3074   | 3257   | 3674   | 3900   | 3753   | 3847   | 3988   | 4110   |

参照元:INSEE